# Юматова, Анна Тихоновна
Анна Тихоновна Юматова (1924—1988) — советский работник сельского хозяйства, председатель колхоза «Коммунизм» Джеты-Огузского района Иссык-Кульской области, Киргизская ССР, Герой Социалистического Труда (1966).

## Биография
Родилась 15 сентября 1924 года в селе Николаевка (ныне — Тогуз-Булак, Тюпский район Иссык-Кульской области) в семье крестьянина-бедняка.
В годы Великой Отечественной войны, окончив Иссык-кульский сельскохозяйственный техникум (1942), начала трудовой путь агрономом колхоза им. Фрунзе Тюпского района. Вскоре её выдвинули главным агрономом райсельхозуправы, затем избрали директором машинно-тракторной станции.
В 1960 году была избрана председателем колхоза «Коммунизм» Джеты-Огузского района.
В марте 1988 года Юматова по состоянию здоровья ушла на заслуженный отдых, ей была установлена персональная пенсия союзного значения.
Многократно избиралась депутатом Верховного Совета Киргизской ССР. Была депутатом III Всесоюзного съезда колхозников.
Член КПСС с 1945 года. Делегат VIII—XVIII съездов Компартии Киргизской ССР, а также XXII и XXIV съездов КПСС.
Участник VII съезд женщин Киргизии (1975).
Умерла 18 октября 1988 года.

## Награды
- Герой Социалистического Труда.
- Награждена орденами Ленина, Трудового Красного Знамени, Октябрьской Революции, Дружбы народов, «Знак Почёта», многими медалями СССР.